# Oleksandr Moch
Oleksandr Ivanovyč Moch (22. května 1900, Hlyňany – 16. listopadu 1975, Toronto) byl ukrajinský básník, publicista, překladatel, novinář, vydavatel. Je známý také pod přezdívkami: Aramis, Orest Petrijčuk, Mikola Oleksandrovič nebo Adam Kunovskij.

## Životopis
Narodil se 22. května 1900 v Hlyňanech (západní Ukrajina). Vystudoval Lvovský teologický seminář (1918–1923) a studoval na Lvovské tajné univerzitě (1920–1923). Založil literární společnost Logos a redigoval časopisy Náš přítel, Pokrok (1921–1931) a pro Ukrajinskou fotografickou společnost Světlo a stín (Світло й Тінь 1932–1939). Emigroval a redigoval časopis Život a slovo v Innsbrucku (1948–1949). V roce 1952 se přestěhoval do Kanady a od roku 1969 vydával katolický časopis Pravda v Torontu.
Zemřel 16. listopadu 1975 v Torontu. Pohřbený je na hřbitově Park Lawn.

## Umění
Je autorem následujících knih: Про це, що люблю я (O tom, co miluji, 1924), На фронті української книжки (Na frontě ukrajinské knihy, 1937), Книжки і люди (Knihy a lidé, 1938), Теофіль Коструба. Учений і праведник (Theophilus Kostruba. Vědec a spravedlivý, 1952), Кінець світу (Konec světa, 1963).

### Samostatné edice
- Мох O. Vyhljady ukrajins'koho katolyc'koho romanu, Nova zorja.- 1933. Č. 4. S. 7.
- Moch O. Knyžky i ljudy. — Toronto: Dobra knyžka, 1953. 128 s.